# Codonoblepharon
Codonoblepharon là một chi rêu trong họ Orthotrichaceae.